# Firdusi
Sotto il nome d'Omàr, da ch'ei ci addusse

Novella fede, in cattedra mutando

Sacerdotal l'antico iranio trono.»
(Shāh-Nāmeh)
Hakīm Abū l-Qāsim Ferdowsī Tūsī (dal persiano: حکیم ابوالقاسم فردوسی توسی‎; Ṭūs, 940 – Ṭūs, 1020), più noto nella traslitterazione Firdūsī, Ferdowsi, o Firdowsi, è il maggior poeta epico della letteratura persiana medievale, forse il più celebrato poeta persiano.

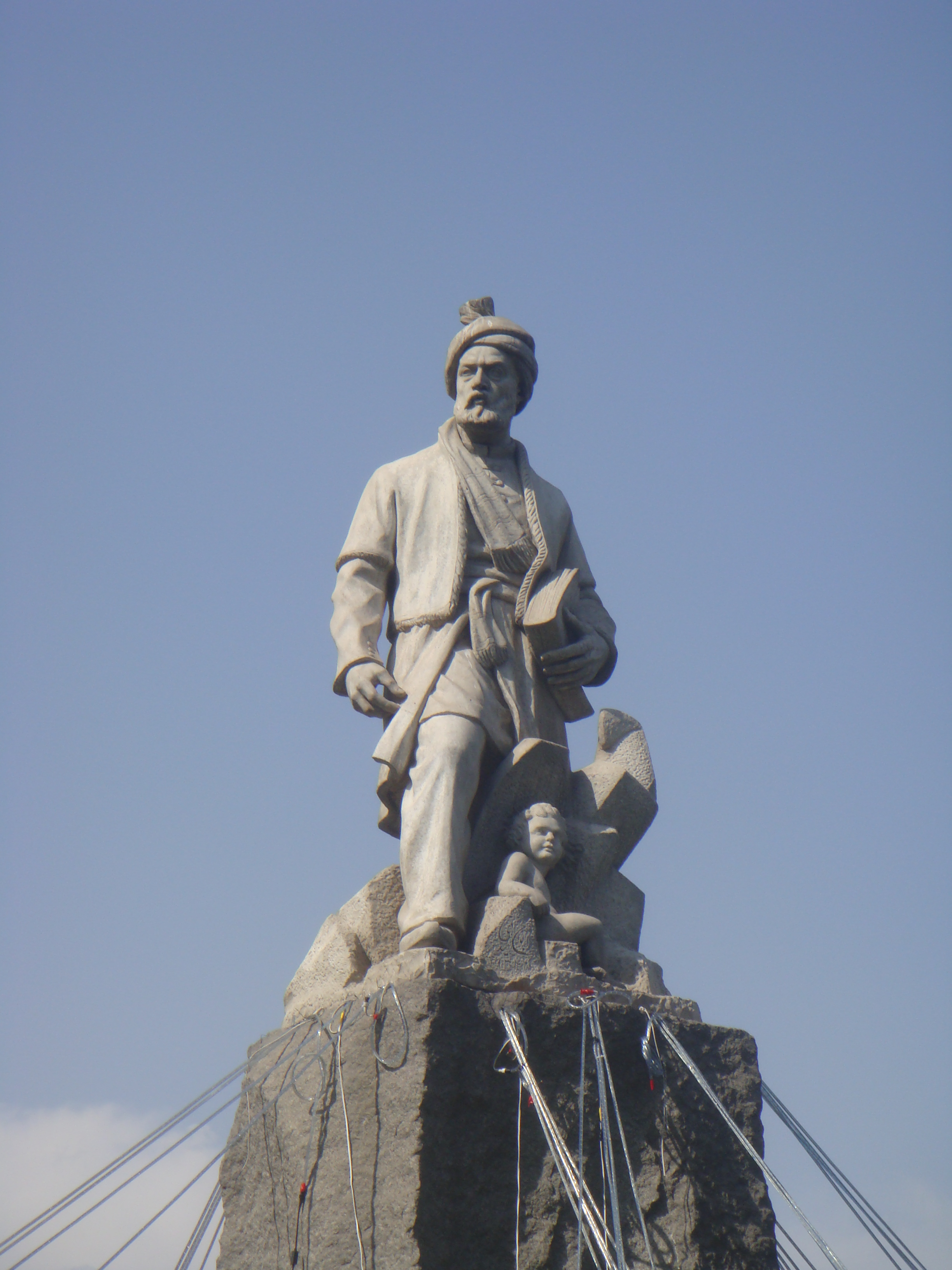
Monumento a Firdusi in piazza Ferdowsi, a Teheran. Ai piedi del poeta sono raffigurati gli eroi dello Shāh-Nāmeh, il guerriero Zal ed il mitico uccello Simurg. L'opera venne eseguita da Abolhassan Khan Sadighi nel 1971.

Fu autore dello Shāh-Nāmeh ("Libro dei re"), l'epopea nazionale dei re di Persia.

## Biografia
Ferdowsi, che si colloca agli inizi della letteratura persiana di epoca islamica, nacque nella regione iraniana attuale del Razavi Khorasan, in un villaggio presso Ṭūs, nel 940. Suo padre fu un ricco proprietario terriero. La sua grandiosa opera epico-letteraria, chiamata Shāh-Nāmeh ("Libro dei Re"), alla quale dedicò 35 anni circa della propria vita, fu in origine composta per essere presentata ai sovrani samanidi del Khorasan, che erano i capofila del movimento di rinascita culturale iranica dopo la conquista del paese da parte degli Arabi nel corso del VII secolo.
Quando compì 23 anni scoprì uno “Shāh-Nāmeh” scritto da Abu Mansur al-Mu'ammari, che tuttavia non era in forma poetica. Era una vecchia versione commissionata da Abu Mansur ibn 'Abd al-Razzaq. La scoperta avvenne in un momento particolare della vita del poeta. Ferdowsi avviò la composizione del suo “Shāhnāmeh” nel 977. Nel corso della vita di Ferdowsi, la dinastia samanide fu abbattuta dall'Impero ghaznavide.
Dopo trent'anni di duro lavoro, Ferdowsi completò la scrittura del poema e due o tre anni dopo si recò a Ghazni, capitale ghaznavide, per presentarlo al Sultano. Nei testi medioevali si cita in numerosi documenti lo scarso interesse mostrato dal nuovo sovrano, il Sultano Mahmud di Ghazni, nei confronti di Ferdowsi e del suo lavoro. Secondo gli storici, Mahmud aveva promesso a Ferdowsi un dīnār per ogni distico scritto nello Shāh-Nāmeh (per un totale di 60.000 dīnār), ma in seguito aveva ritrattato, e gli donò appena 20.000 dirham, che avevano un valore decisamente inferiore rispetto al dīnār (ci volevano 12 dirham per fare un dīnār). Alcuni pensano che questo tradimento fosse causato dalla gelosia e dalle invidie degli altri poeti che lavoravano alla corte reale; l'incidente diede così forza ai nemici di Ferdowsi presenti all'interno della corte stessa. Il poeta rifiutò il denaro e, secondo altre fonti, lo donò a un uomo povero che vendeva vino.

Dopo aver peregrinato per un periodo nel Sistan e nel Mazandaran, ritornò infine a Tus, affranto e adirato.
Lasciò un poema dedicato al sovrano, all'interno di un muro della stanza in cui aveva lavorato in tutti quegli anni. Era un lungo e rancoroso poema, più simile a un'invettiva, e finiva con le parole: «La vendetta del Cielo non dimenticherà. Il tiranno arretrerà per le mie parole di fuoco, e tremerà per l'ira di un poeta».

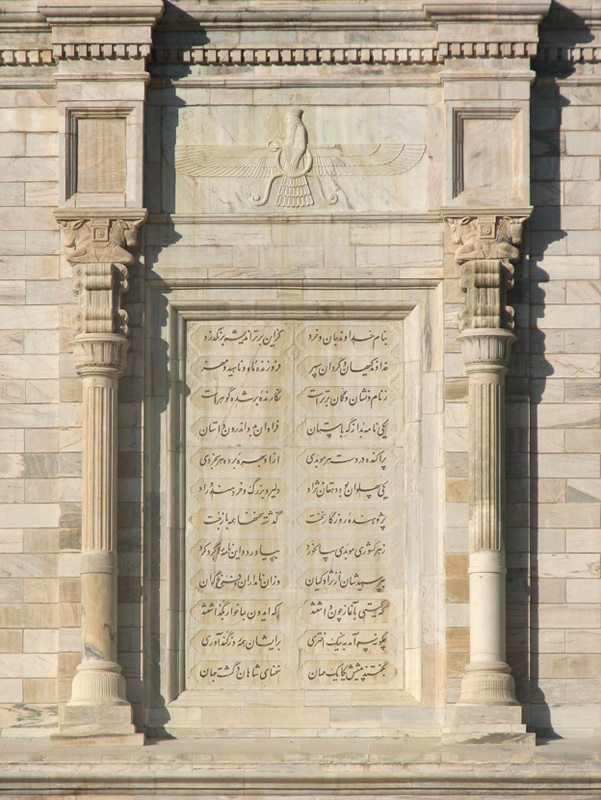
Facciata principale del mausoleo di Ferdowsi a Tus.

Si ritiene che Ferdowsi sia morto attorno al 1020, in estrema povertà, all'età di 90 anni, amareggiato per la trascuratezza ghaznavide, eppure pienamente fiducioso del successo finale della sua opera e della fama che gliene sarebbe venuta (chiaramente avvertibile, in special modo negli ultimi versi del suo libro). Una tradizione sostiene che Mahmud inviò il denaro promesso al villaggio di Ferdowsi, ma quando i messi raggiunsero la sua casa, egli era morto da appena poche ore. Il dono fu quindi consegnato a sua figlia, poiché il suo figlio maschio era morto prima del padre, all'età di 37 anni. Tuttavia la figlia si rifiutò di accettare la somma, rendendo perciò ancor più ammirevole tutto il contorno della storia dello Shāh-Nāmeh del padre.
Più tardi il re ordinò che questo denaro fosse usato per riparare un ribāṭ sulla strada che congiungeva Merv a Tus, chiamata “Robat Chaheh”, in modo che ciò rimanesse a memoria del poeta. Questa locanda oggi sta cadendo in rovina, ma esiste ancora.

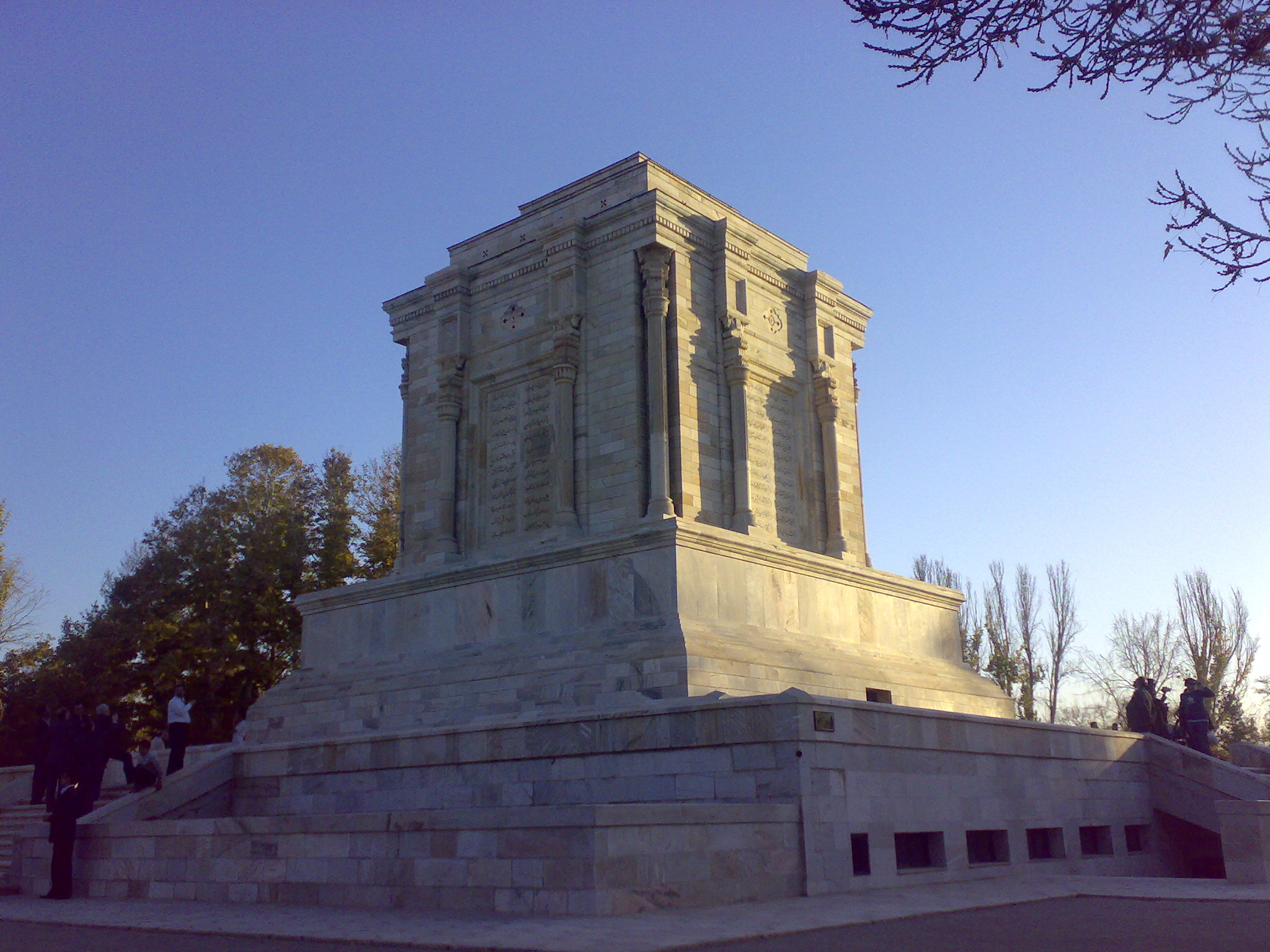
Il mausoleo di Ferdowsi a Tus. Il monumento fu edificato durante il regno di Reza Shah Pahlavi.

Alcuni sostengono che la figlia di Ferdowsi ereditò il denaro faticosamente guadagnato dal padre, e con esso costruì un nuovo e robusto ponte con annesso un bel caravanserraglio in pietra, affinché i viandanti potessero commerciare, trovarvi ristoro, e un posto dove raccontare storie.
Ferdowsi fu seppellito nel cortile della sua abitazione, dove oggi si trova il suo mausoleo. Questo monumento funerario per il grande poeta fu costruito solo nel 1935, sotto il regno di Reza Shah Pahlavi.

A Roma nel 1958 è stata eretta una statua in marmo in piazzale Ferdowsi (Villa Borghese), dono dello Scià di Persia, opera dello scultore Sadighi, realizzata nello studio romano dello scultore Ugo Quaglieri.

## Libri

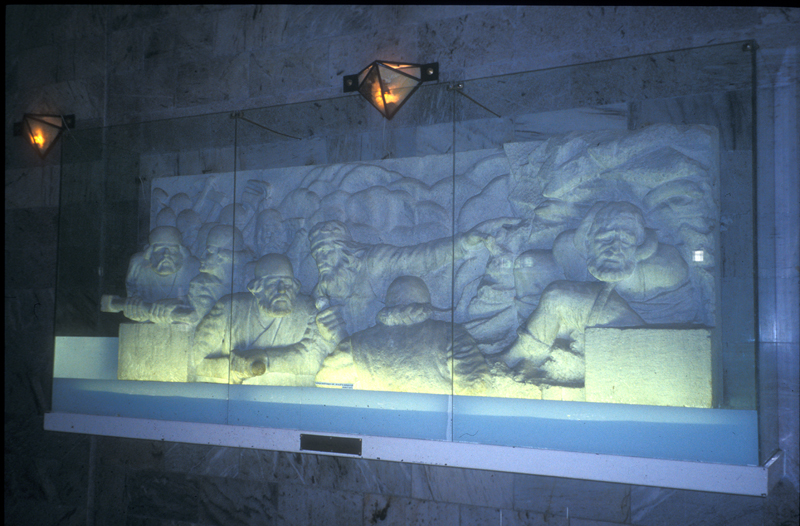
Scene dallo Shāh-Nāmeh incise in un bassorilievo a Tus, dove Ferdowsi è sepolto.

Il suo capolavoro, lo Shāh-Nāmeh, è la più popolare e influente opera epica prodotta dal genio iranico che, allo stesso tempo, definì in senso più ampio i territori "ariani", chiamati Aeran Vaege nella Gatha del profeta Zarathustra, Aeran (Iran) nello Shāh-Nāmeh, ed Impero persiano presso i greci. Perciò uno dei più grandi risultati di Ferdowsi fu quello di ever riunito in un'unica definizione tutti i frammenti dell'antico Impero persiano, costituendo l'unico documento della letteratura persiana che possa riunire l'intera Persia e tutti i suoi popoli. «Se non vi sono ariani (Aeran), possa il mio corpo essere vinto, ed in questa terra e questa nazione nessuno rimanere in vita. Se ognuno di noi muore uno ad uno, è meglio che consegnare il nostro paese al nemico».
Lo Shāh-Nāmeh, o "Libro dei Re", consiste nella traduzione di un'opera molto più antica nella lingua medio-persiana pahlavi, ed è rimasto straordinariamente popolare tra i persiani per oltre un migliaio di anni. Esso, scritto in forma poetica utilizzando la lingua persiana, racconta delle storie dell'antica Persia prima della conquista della regione da parte degli arabi: iniziando circa nel 5.000 a.C., esso narra la storia dei re persiani, dei cavalieri, del sistema di leggi, della religione, delle vittorie dell'impero e delle sue tragedie.

Secondo una tradizione popolare, Ferdowsi venne incaricato dal sultano Mahmud di Ghazna di scrivere un libro circa il suo valore e le sue conquiste. Il poeta, tuttavia, pur dedicando al sovrano il libro per cui ricevette i pattuiti trenta cammelli carichi di monete d'oro, decise di raccontare la storia dei re che, attraverso i secoli, avevano portato la terra di Persia a divenire un impero. La stesura del componimento richiese trent'anni, durante i quali il poeta incluse il verso: 
Dopo la presentazione dello Shāh-Nāmeh, il sultano Mahmud si infuriò per il fatto di non essere il soggetto del libro, arrivando a denunciare l'accordo a suo tempo stipulato con Ferdowsi, offrendogli trenta cammelli carichi d'argento; tale offerta venne rifiutata dal poeta. Povero ed affranto, il poeta ritornò a Tus, la città natale. Il sultano, accortosi dell'errore e del vero valore dello Shāh-Nāmeh inviò al poeta i trenta cammelli carichi di monete d'oro, ma fu troppo tardi: quando gli animali arrivarono a Tus, la bara di Ferdowsi veniva in quel momento fatta uscire dalla porta della città, verso il luogo di tumulazione.

## Influenza

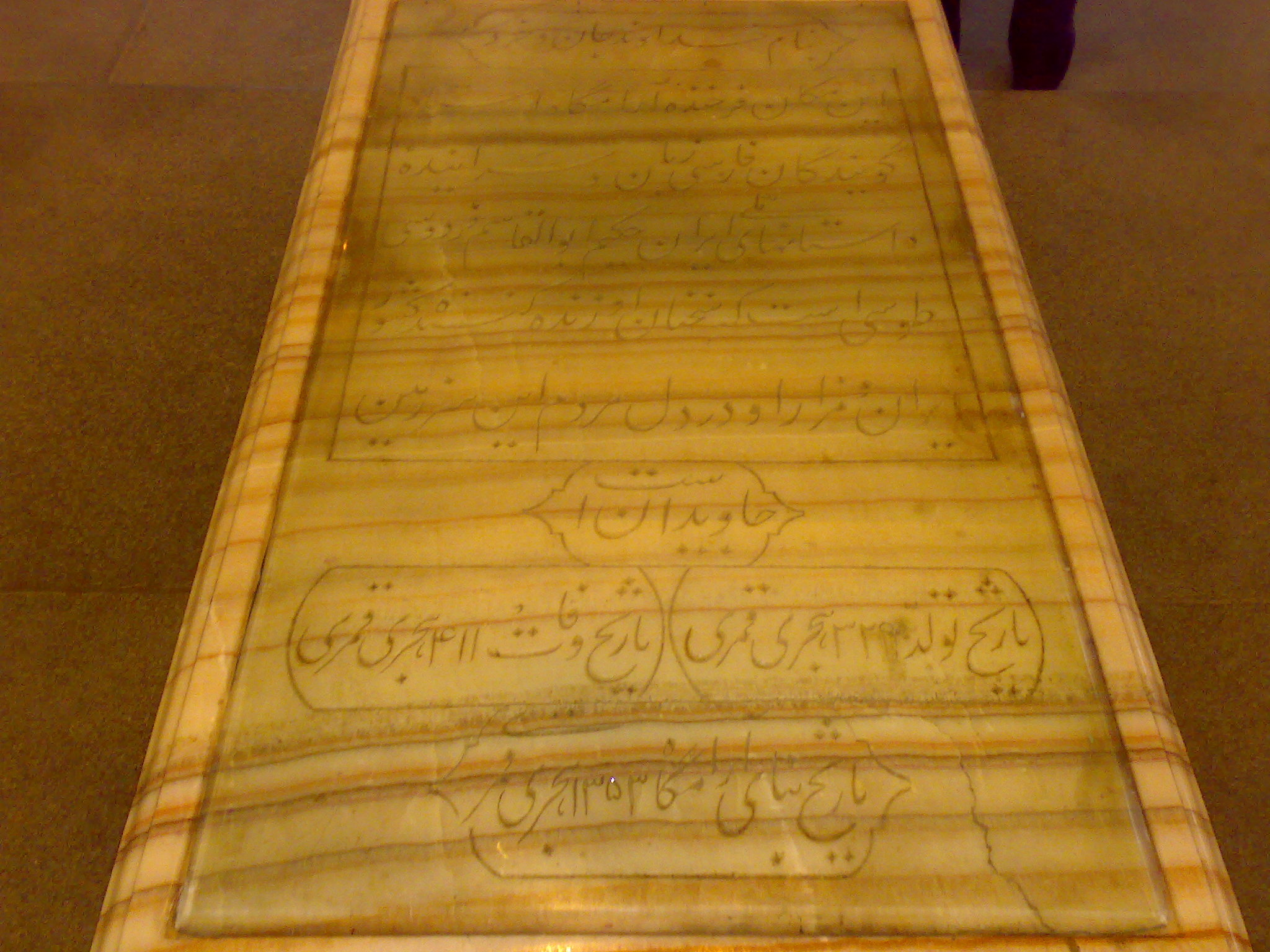
Lastra tombale del poeta.

Ferdowsi è uno dei giganti indiscussi della letteratura persiana. Dopo il suo "Shāh-Nāmeh", nell'area soggetta all'influenza della lingua persiana, nei secoli vennero scritti numerosi altri lavori simili. Tali opere, senza eccezioni, furono tutte basate sulla struttura e sullo stile del capolavoro di Ferdowsi, senza che però alcuna di esse potesse raggiungere lo stesso livello di fama e popolarità.
Ferdowsi ricopre un ruolo unico nella storia persiana, in virtù dei progressi da lui compiuti nel far rivivere e nel recuperare la lingua persiana e le tradizioni culturali. I suoi lavori sono annoverati come una componente cruciale della sopravvivenza della tradizione linguistica della Persia, in quanto tali opere hanno permesso a buona parte della lingua di rimanere intatta e codificata. A tal riguardo l'impatto di Ferdowsi sulla lingua e sulla cultura dell'odierna area culturale persiana sorpassa quello di Nezami, ʿOmar Ḫayyām, Asadi Tusi, ed altre personalità letterarie di grande rilievo.
Secondo l'Enciclopedia Britannica; «i persiani ritengono Ferdowsi come il più sommo tra i loro poeti. Per circa un migliaio di anni essi hanno continuato a leggere ed a tramandarsi oralmente la sua opera principale, lo Shāh-Nāmeh, nella quale l'epica nazionale persiana trovò la sua forma finale e maggiormente duratura. Sebbene scritto circa mille anni fa, tale lavoro è comprensibile alla media dei moderni iraniani, come la versione della Bibbia di Re Giacomo lo è per gli anglofoni contemporanei. La lingua, basata come lo è il poema su un Pahlavi originale, è puro persiano con solamente alcune minime contaminazioni di arabo».